# Gérard Lauzier
Gérard Lauzier (Marsiglia, 30 novembre 1932 – Parigi, 6 dicembre 2008) è stato un fumettista, regista e sceneggiatore francese conosciuto principalmente per essere autore di fumetti per adulti tra gli anni settanta e ottanta.

## Biografia
Dopo aver studiato filosofia ed architettura alla École des Beaux-Arts di Parigi comincia a lavorare a Brasilia per un'agenzia di stampa e come vignettista, nel 1959 viene coscritto per la guerra d'Algeria.
In Brasile collabora con il Jornal do Bahia fino al colpo di stato del 1964. Tornato in Francia lavora per diverse riviste tra cui Lui con la serie Les sextraordinaires aventures de Zizi et Peter Panpan. Tra il 1974 e il 1985 lavora per il Pilote con Lili Fatale e Tranches de Vie. Il suo personaggio più importante è Michel Choupon un diciottenne filosofico e fissato per il sesso che compare nel fumetto Souvenirs d'un Jeune Homme e nel film P'tit con.
Negli ultimi anni diventa un regista, a volte con film basati sui suoi fumetti altre volte con delle nuove storie. Il suo film più famoso è Mio padre, che eroe! del 1991 con Gérard Depardieu rifatto nel 1994 con il titolo Ma dov'è andata la mia bambina?. Altri film a cui ha lavorato sono Le fils du Français con Fanny Ardant, e Je vais craquer con Christian Clavier. Ha contribuito alla scrittura dei dialoghi di diversi film incluso Asterix & Obelix contro Cesare del 1999.

## Premi
- Nel 1967 vince il Prix Jean Bellus.
- Nel 1978 vince il premio per il miglior sceneggiatore francese al Festival international de la bande dessinée d'Angoulême.[4]
- Nel 1981 vince l'Adamsonstatyetten[5]
- Nel 1993 vince il Grand Prix de la ville d'Angoulême.[6]